# Fort d'Ambleteuse
Pour les articles homonymes, voir Fort-Mahon.
 (décembre 2020).
Si vous disposez d'ouvrages ou d'articles de référence ou si vous connaissez des sites web de qualité traitant du thème abordé ici, merci de compléter l'article en donnant les références utiles à sa vérifiabilité et en les liant à la section « Notes et références ».
Le fort d'Ambleteuse, aussi appelé fort Vauban ou fort Mahon, est un fort situé sur le littoral de la commune d’Ambleteuse dans le Pas-de-Calais en France à l'entrée de l'estuaire de la Slack. Il a été construit par Vauban sur ordre de Louis XIV pour défendre un port de guerre. Il est nommé tour d'Ambleteuse dans les documents officiels jusqu'au cadastre napoléonien de 1803. Le nom de fort Mahon, dû certainement à une erreur administrative de transcription, n'apparaît qu'en 1840. Il sera ensuite désigné sous le nom de Fort Vauban ou Vieux Fort. Le nom de fort d'Ambleteuse n'apparaît qu'en 1967 quand le docteur Méreau crée l'association des Amis du Fort d'Ambleteuse déclarée au Journal officiel du 8 juin 1967. Il peut être considéré comme le créateur de ce nom. Pendant la Seconde Guerre mondiale, il a survécu au bombardement en tapis de la région.

## Histoire
Le fort d'Ambleteuse a été construit à la fin du XVIIe siècle, en 1680, à l'embouchure de la Slack. Il s’agit d’une construction de Vauban. 
Pendant la Seconde Guerre mondiale, le fort était utilisé pour emprisonner des travailleurs forcés étrangers. 
Le fort est parfois cerné par la mer à grande marée haute et accessible à pied à marée basse.
C’est le seul fort du littoral qui ait été préservé, grâce aux restaurations promues par le docteur Jacques Méreau et le géologue Destombes qui ont créé à cet effet, avec une équipe de bénévoles, en 1967 l’« Association des amis du fort d'Ambleteuse » qui l'a acheté pour le franc symbolique.
Seul fort en mer encore debout de Cherbourg à la frontière belge, c'est aussi un très rare exemple de monument historique de cette importance, propriété d'une association qui assume seule le fonctionnement et les charges.
Depuis il a été restauré, aménagé et ouvert au public. Les restaurations ont été menées en trois grands chantiers : le rempart pris en charge par l’État ; les bâtiments annexes restaurés avec l'aide de l’État, du conseil général du Pas-de-Calais, du Crédit agricole, de la commune et de l'association propriétaire ; en 2010, une série de chantiers sur l'ensemble des bâtiments dont la grande toiture, entrepris avec la participation de l’État, et les aides du Crédit agricole et de la Fondation du patrimoine.
Le fort a été classé monument historique le 19 octobre 1965. L'arrêté précise : fort d'Ambleteuse aussi appelé parfois fort Mahon. De là vient l'appellation erronée qui circule de temps en temps. L'association propriétaire s'en tient au nom officiel de fort d'Ambleteuse.

## Architecture
Le fort d'Ambleteuse est composé d'une tour d'artillerie protégée, côté mer, par une terrasse bordée d'un rempart en fer à cheval. Effondré par l'explosion de deux mines marines en 1945, ce rempart a été restauré dans sa forme d'origine avec ses créneaux. À l'arrière, se trouve la place d'armes fermée par un mur à redan (pointe orientée vers l'extérieur). Dans la cour, la casemate allemande. On accède à l'intérieur par le corps de garde (accueil et billetterie). La tour recèle une casemate annulaire, coupée en deux dans sa hauteur par une dalle en béton coulée par les Allemands, qui ont aménagé en dessous des salles maintenant transformées en lieux d'exposition. Six plans-reliefs exposés expliquent l'histoire d'Ambleteuse, de la citadelle anglaise d'Henri VIII à la station balnéaire. Une table d'orientation se trouve au sommet de la tour, de laquelle on a une vue sur le détroit.
Le fort est ouvert à la visite chaque dimanche, de Pâques à la Toussaint.

## Galerie

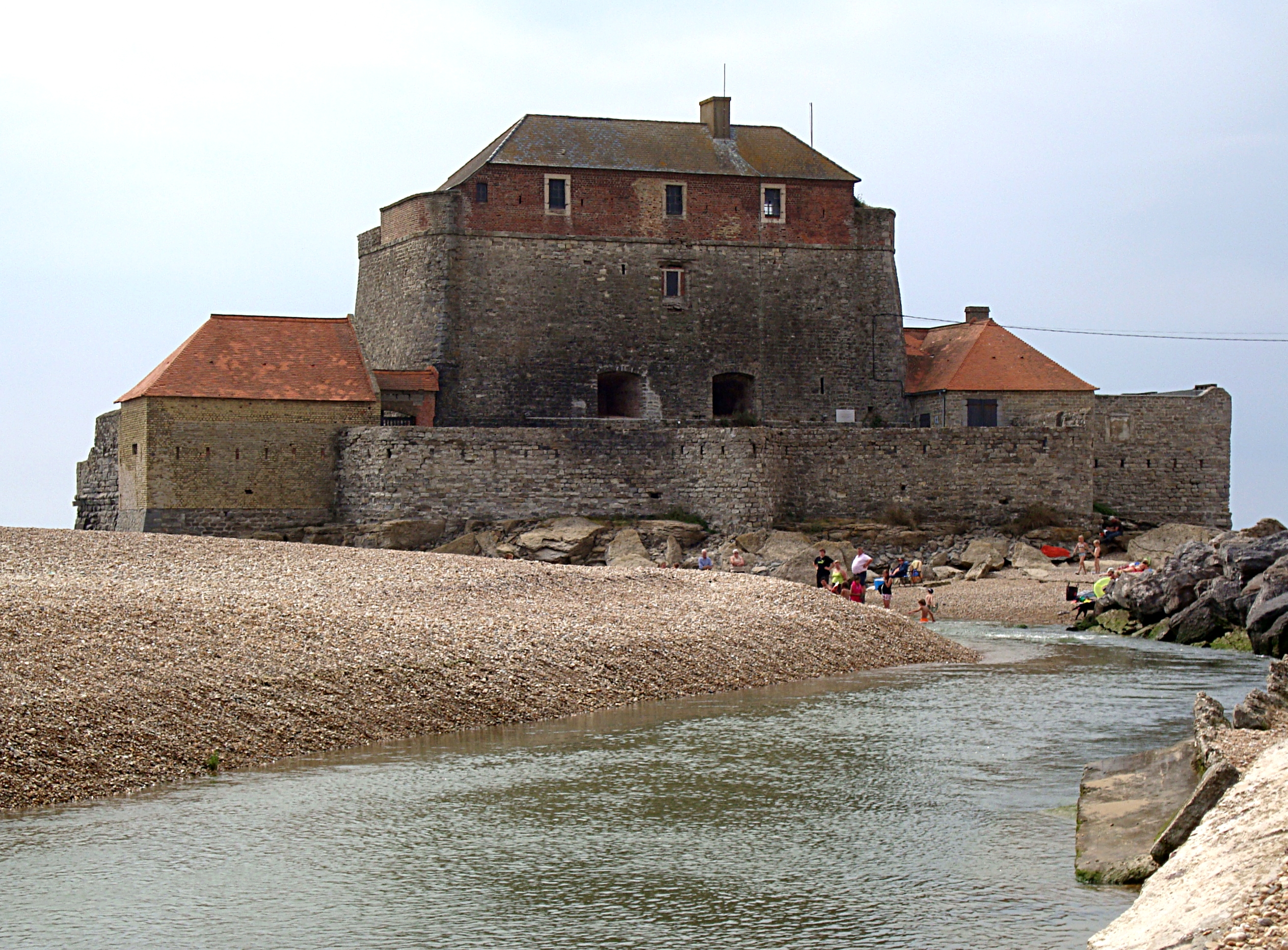
Le fort d'Ambleteuse et les derniers méandres de la Slack.
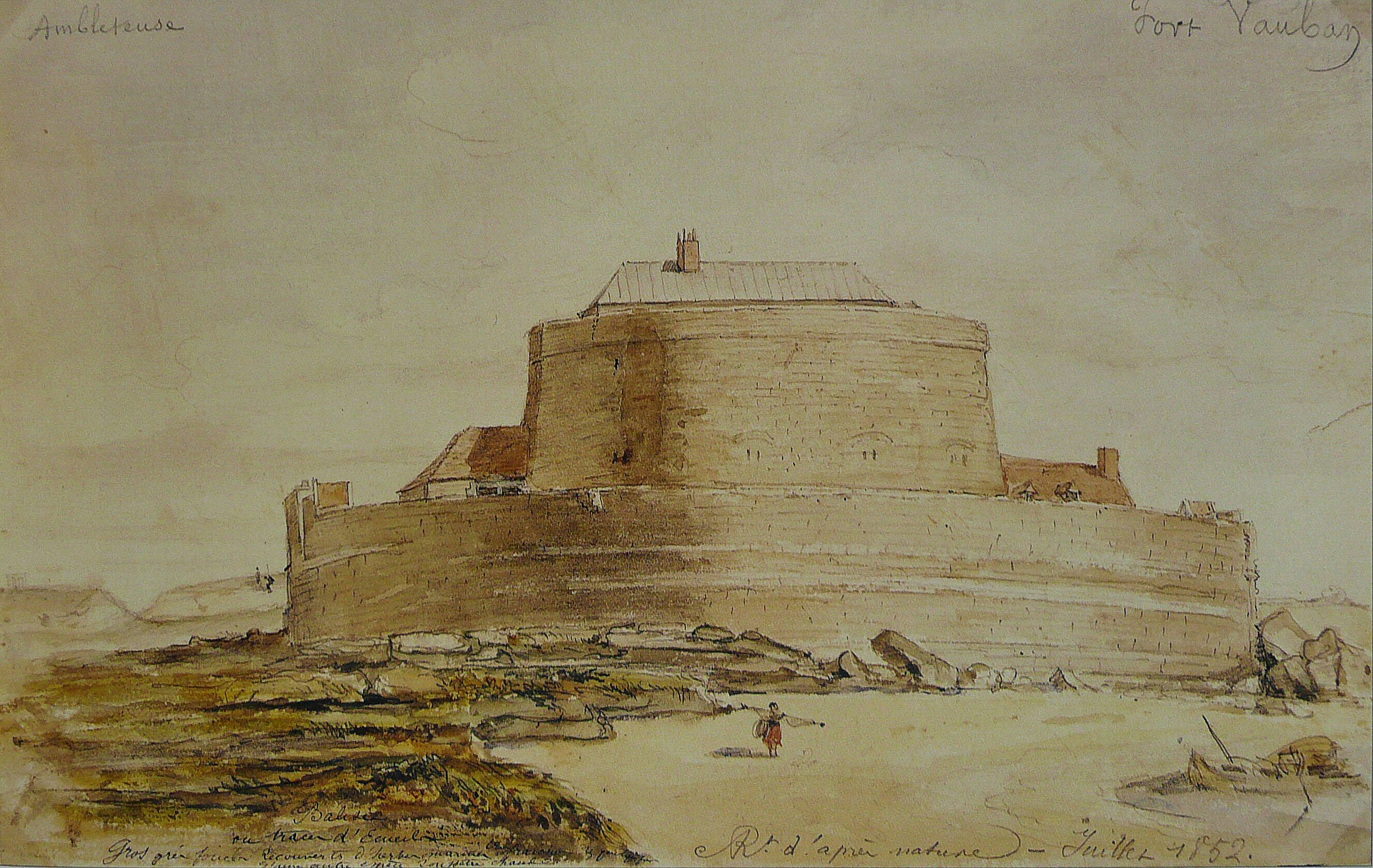
Le fort d'Ambleteuse en juillet 1852, par Alfred Robaut.
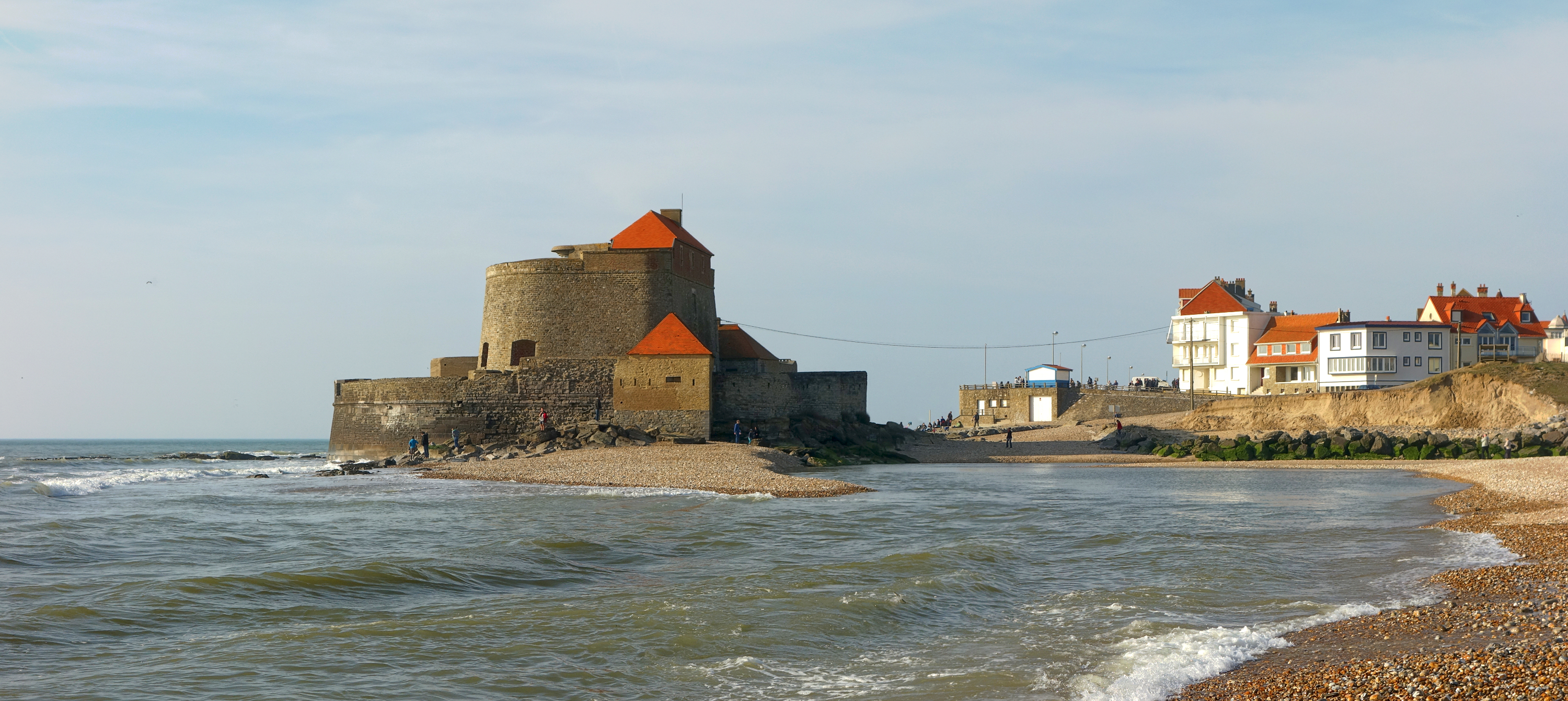
Le fort.
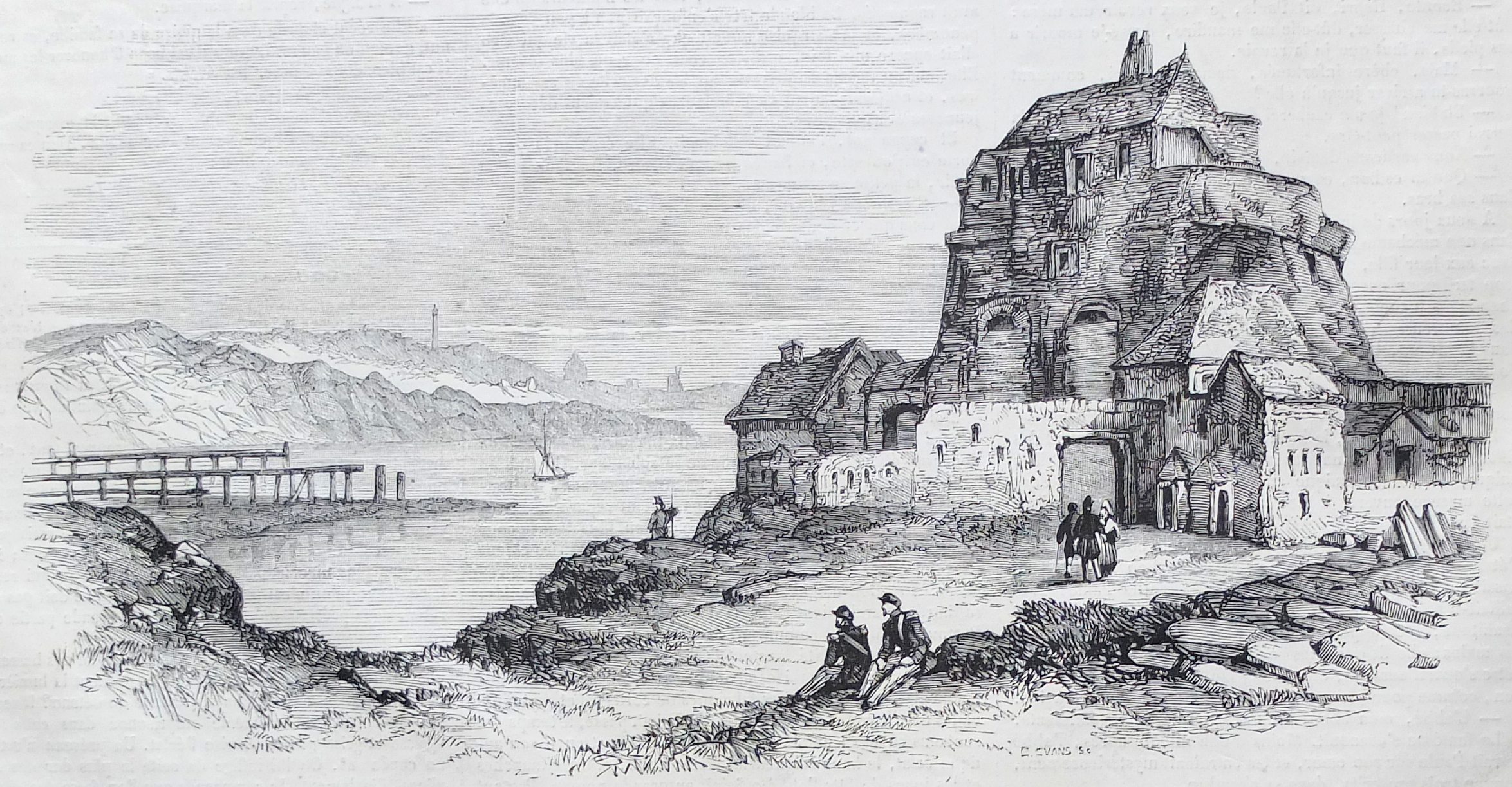
Le fort en 1862.
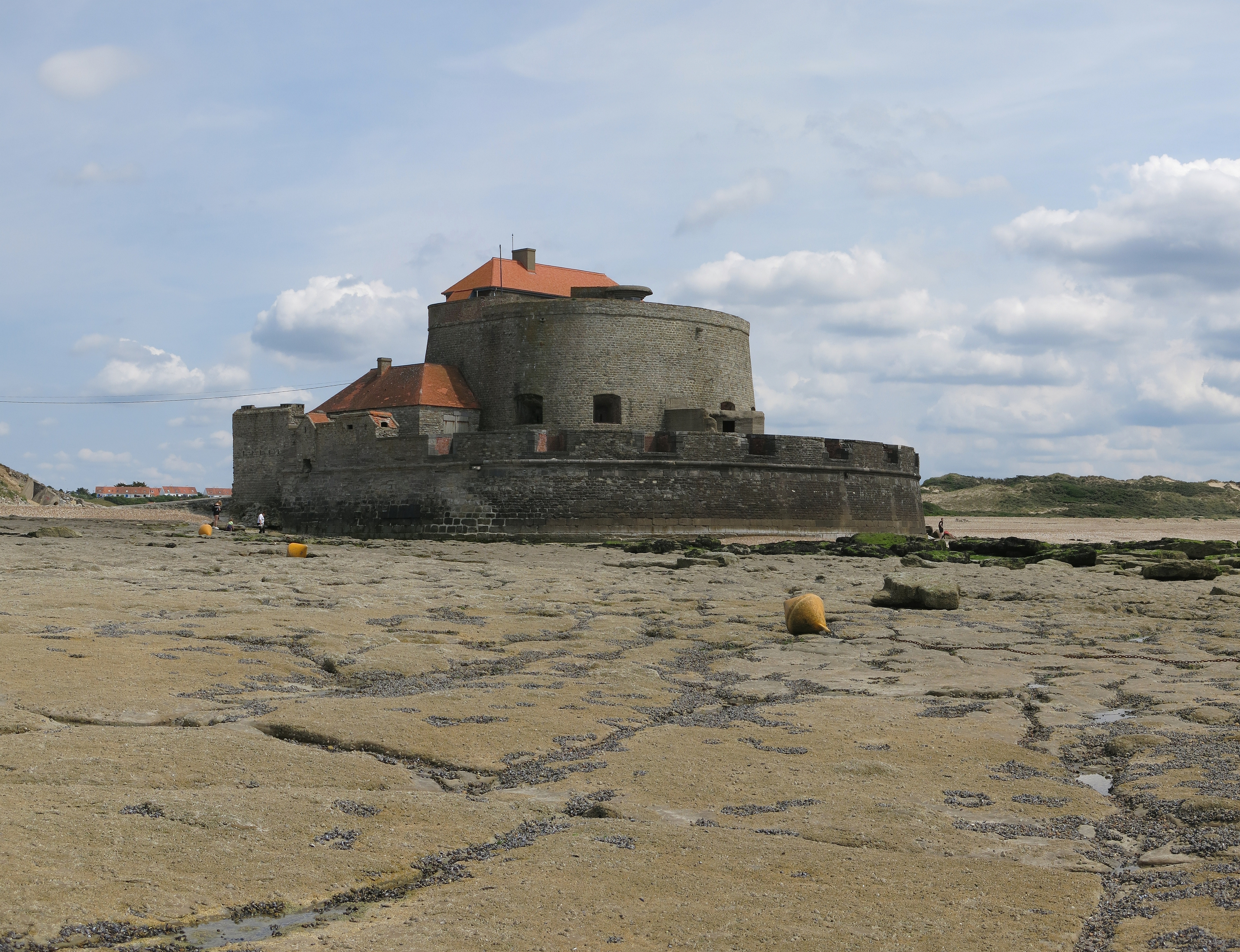
Vue du nord-ouest.